# Sterne und Weltraum
Sterne und Weltraum (kurz SuW) ist eine deutschsprachige Zeitschrift für Astronomie und Weltraumforschung.
Sie erscheint monatlich in der Spektrum der Wissenschaft Verlagsgesellschaft mbH. In ihr beschreiben Experten und Amateure sowohl aktuelle als auch grundlegende Forschungsthemen, das Geschehen im Weltall und geben Tipps für eigene Beobachtungen. Wer selbst das Hobby Amateurastronomie betreibt und Sonne, Mond, Planeten, Sterne und Deep-Sky-Objekte beobachten will, erhält ausführliche Anleitungen dazu. Chefredakteur ist Andreas Müller. Die verkaufte Auflage beträgt 15.620 Exemplare, ein Minus von 1,4 Prozent seit 1998.

## Entwicklung der Zeitschrift
Die Zeitschrift, die 1962 von Hans Elsässer, Rudolf Kühn und Karl Schaifers gegründet wurde, entsteht monatlich am Haus der Astronomie in Heidelberg. Zunächst erschien sie im Bibliographischen Institut in Mannheim, später im Verlag Sterne und Weltraum in Düsseldorf und München und seit 1996 in Heidelberg (zunächst in der Hüthig GmbH, seit 2001 in der Spektrum der Wissenschaft Verlagsgesellschaft mbH). Zum 1. Januar 1997 wurde Sterne und Weltraum mit der seit 1921 erscheinenden Zeitschrift Die Sterne unter Beibehaltung des Namens vereinigt. Mit der Mai-Ausgabe 2008 wurde auch die Zeitschrift Astronomie heute in Sterne und Weltraum integriert. Auch andere traditionsreiche Astronomie-Zeitschriften wie z. B. Die Sterne sind in der SuW aufgegangen, und Sterne und Weltraum ist von allen heute noch erscheinenden populärwissenschaftlichen Zeitschriften in Deutschland die älteste.
Seit 1997 erscheinen in unregelmäßigen Abständen Sonderhefte wie Specials und Dossiers, die vertiefte Einblicke in ein spezielles Thema bieten. Nach und nach ergeben diese Sonderhefte ein umfassendes Gesamtbild der Astronomie und der Auseinandersetzung mit dem Universum. Als Nachfolger des 1948 erstmals erschienenen Kalenders für Sternfreunde wurde von 2001 bis 2014 Ahnerts Astronomisches Jahrbuch im Verlag Spektrum der Wissenschaft Verlagsgesellschaft mbH herausgegeben. Ab 2015 wurden dessen Inhalte weitgehend in SuW integriert.
Gemeinsam mit dem Haus der Astronomie betreibt die Redaktion von SuW (Tilmann Althaus, Martin Neumann, Axel M. Quetz (Senior Editor), Diane Düe (Assistenz)) das Projekt Wissenschaft in die Schulen!, das didaktische Materialien für Lehrkräfte und Schüler zur Verfügung stellt.